# Oblomov - Verdens mest dovne mand
Oblomov - Verdens mest dovne mand (russisk:  Несколько дней из жизни И. И. Обломова) er en sovjetisk spillefilm fra 1980 af Nikita Mikhalkov.

## Medvirkende
- Oleg Tabakov som Ilja Ilitj Oblomov
- Jurij Bogatyrjov som Andrej Ivanovitj Stoltz
- Andrej Popov som Zakhar
- Jelena Solovej som Olga
- Avangard Leontev som Aleksejev